# Aeroportul Sultan Thaha
Aeroportul Sultan Thaha (IATA: DJB, ICAO: WIJJ) este un aeroport din Jambi⁠(d), Indonezia ce deservește zona Jambi. Aeroportul a fost tranzitat în 2018 de 1.832.000 de pasageri. A fost deschis în 1942.
Situat la o altitudine de 25 m, aeroportul dispune de o singură pistă. Este operat de Angkasa Pura⁠(d).